# Bergsbrunna

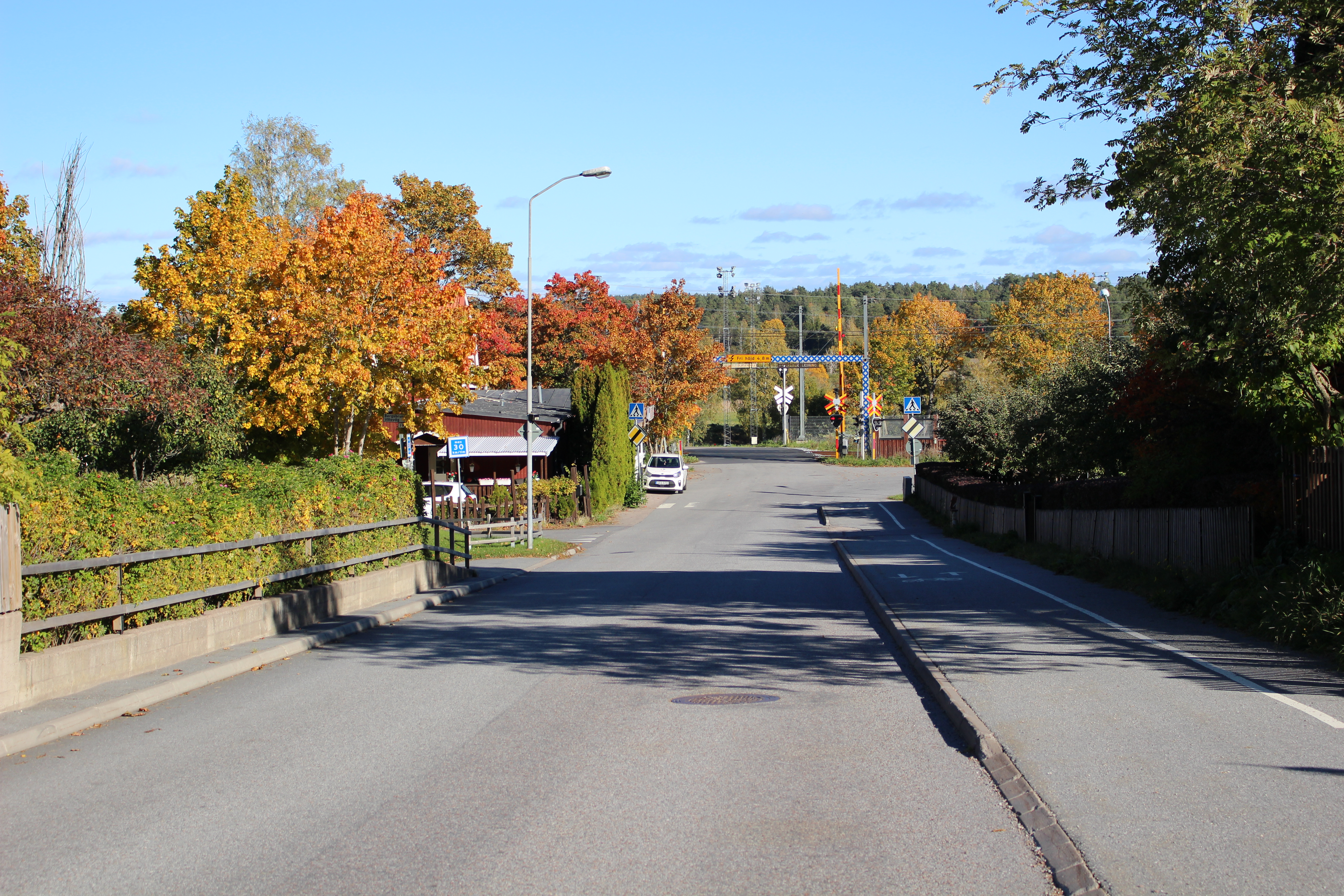
Gårdsvägen mot järnvägsövergången i öster.

Bergsbrunna är en stadsdel i Uppsala, inom området Sydöstra staden. Enligt SCB:s tätortsdefinition utgör stadsdelen en del av tätorten Sävja i Uppsala kommun, omkring 7 km från centrala Uppsala. Bergsbrunna växte samman med Sävja tätort 1970.
Järnvägen Uppsala−Stockholm passerar genom Bergsbrunna. Järnvägsstationen var öppen mellan den 20 september 1866 och den 1 juni 1969. Fram till dess stannade lokaltågen där.. Bergsbrunna är ett villaområde, med låg- och mellanstadieskolan Uppsävjaskolan. Högstadieskola finns i närliggande Sävja S.

## Historia
Bergsbrunna var tidigare platsen för byn Ekeby i Danmarks socken, tidigast omtalad 1347 ('in Ekeby'), då ärkebiskop Heming och domkapitlet i Uppsala bytte till sig en gård här. 1349 bytte Birger Jonsson Job (narrhuvud) i Uppsala bort jord i Ekeby till domkyrkan, som lades till den 1347 förvärvade. 1376 hade Uppsala domkyrka fem landbor i Ekeby. Ekeby omfattade 1541–1568 ett mantal skatte, tre Sankt-Erikshemman och två prebendehemman.
Efter järnvägens ankomst kom Bergsbrunna från slutet av 1800-talet att bli ett centrum för tegelindustrin. Tre tegelbruk har legat i Bergsbrunna. Det sista av dessa, Bergsbrunna Norra tegelbruk, lades ned 1984.

## Utbyggnad
Enligt en överenskommelse mellan staten och Uppsala kommun i december 2017 ska en större investering i nya bostäder göras i Bergsbrunna, i samband med anläggning av fyra järnvägsspår mellan Uppsala och Stockholm, den planerade nya järnvägsstationen Uppsala södra i Bergsbrunna samt anläggning av Uppsala spårväg till bland annat Bergsbrunna.